# Stiftung zur Bewahrung kirchlicher Baudenkmäler in Deutschland

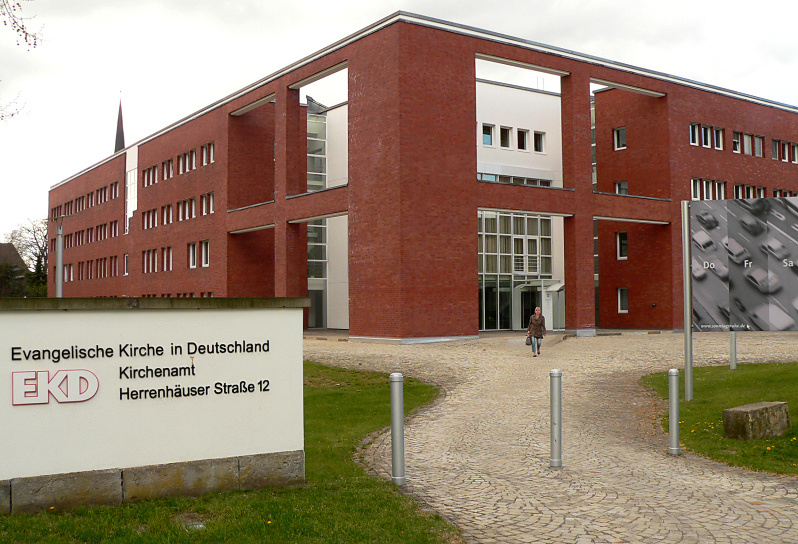
Sitz des Stiftungsbüros im Kirchenamt der EKD in Hannover

Die Stiftung zur Bewahrung kirchlicher Baudenkmäler in Deutschland (Stiftung KiBa) ist eine Stiftung der Evangelischen Kirche in Deutschland und ihrer Mitgliedskirchen. Die Stiftung wurde 1997 gegründet. Das Stiftungsbüro hat seinen Sitz im Kirchenamt der EKD in Hannover-Herrenhausen. Vorstandsvorsitzender ist seit 2022 Landesbischof Ralf Meister.

## Geschichte
Im Jahr 1996 hatte die Projektgruppe Fundraising für kirchliche Baudenkmäler in den östlichen Gliedkirchen der EKD die Idee zur Gründung der Stiftung, die im November 1997 durch Beschluss des Rates der EKD erfolgte. 1999 machte die ARD-Benefizsendung Damit die Kirche im Dorf bleibt die Stiftung in der Öffentlichkeit bekannt. 2001 siedelte das Stiftungsbüro von Hamburg nach Hannover um. Im selben Jahr wurde ein Vergabeausschuss etabliert. Von 2010 bis Ende 2021 war Eckhart von Vietinghoff Vorsitzender der Stiftung.

## Aufgaben
Die Stiftung kümmert sich um den Erhalt von evangelischen Kirchenbauten in Deutschland. Ein besonderer Schwerpunkt sind Dorfkirchen in Ostdeutschland. Seit 1999 hat die Stiftung knapp 1120 Förderzusagen für Sanierungen mit einem Volumen von 35,8 Millionen Euro gegeben (Stand: April 2023).
Die Stiftung tritt des Weiteren in der Öffentlichkeit für die Belange der kirchlichen Baudenkmäler und deren Erhalt ein, wobei sie sowohl mit der Deutschen Stiftung Denkmalschutz und anderen Stiftungen als auch mit öffentlich-rechtlichen Fernsehsendern wie dem MDR und dem ZDF zusammen arbeitet. Förderer und Unterstützen erhalten viermal im Jahr erscheint das Magazin KIBA Aktuell, in dem über die Arbeit ein Überblick gegeben und konkrete Beispiele dargestellt werden. Die Stiftung wählt einmal im Monat die Kirche des Monats und jährlich die Kirche des Jahres. Ein Förderverein mit über 3800 Mitgliedern unterstützt die Arbeit.

## Unterstiftungen
Die Stiftung unterhält 14 nachgeordnete (Unter-)Stiftungen (Namens- und Themenstiftungen), darunter als größte Sondervermögen die Stiftung Orgelklang und die Stiftung Brandenburgische Dorfkirchen.